# Premi Robert 1987
La 4ª edizione dei Premi Robert si è svolta a Copenaghen nel 1987.

## Vincitori
- Miglior film: Flamberede hjerter, regia di Helle Ryslinge
- Miglior attore protagonista: Torben Jensen - Flamberede hjerter
- Miglior attrice protagonista: Kirsten Lehfeldt - Flamberede hjerter
- Miglior attore non protagonista: Peter Hesse Overgaard - Flamberede hjerter
- Miglior attrice non protagonista: Sofie Gråbøl - La vita di Gauguin (Oviri)
- Miglior sceneggiatura: Helle Ryslinge - Flamberede hjerter
- Miglior fotografia: Morten Bruus - Manden i månen
- Miglior montaggio: Birger Møller Jensen - Flamberede hjerter
- Miglior scenografia: Leif Sylvester - Manden i månen
- Migliori costumi: Manon Rasmussen - Barndommens gade
- Miglior musica: Anne Linnet - Barndommens gade
- Miglior sonoro: Stig Sparre-Ulrich e Niels Arnt Torp - Barndommens gade
- Miglior trucco: Erik Schiødt - Flamberede hjerter
- Miglior film straniero: La mia vita a quattro zampe (Mitt liv som hund), regia di Lasse Hallström
- Miglior cortometraggio/documentario: Asian Heart - kone pr. postordre, regia di Malene Ravn e Bodil Trier